# Рассенфосс, Арман
Арман Рассенфосс (фр. Armand Rassenfosse; 6 августа 1862, Льеж — 28 января 1934, Льеж) — бельгийский рисовальщик, живописец и гравёр, иллюстратор книг. Его шедевром стали иллюстрации к поэтическому сборнику Шарля Бодлера «Цветы зла».

## Жизнь и творчество
Арман Рассенфосс родился в Льеже 6 августа 1862 года. В течение нескольких поколений его семья владела магазином, где продавались предметы домашнего обихода и изделия декоративно-прикладного искусства: хрусталь, фарфор, бронза и восточные ковры. Ожидалось, что Арман продолжит семейное дело. Однако после среднего образования он отправился учиться в Намюр, где жил у своего дяди, который подарил ему несколько офортов Фелисьена Ропса из своей коллекции. После этого Арман увлёкся офортом.
Огюст Донней, которого отец Рассенфосса нанял для украшения дома, стал другом Армана и познакомил его со студентами Академии изящных искусств в Льеже, включая Гюстава Серрюрье, Эмиля Берхманса и Оскара Берхманса. В 1882 году Рассенфосс уже отправлял рисунки под подписью «Зиг» (Zig) в сатирический журнал «Le Frondeur» и экспериментировал с травлением в технике офорта. В 1884 году он женился и продолжал семейную коммерцию. В том же году показал свои работы Адриану де Витте, преподавателю рисунка в Академии изящных искусств Льежа. Де Витте поощрял его пробовать новые техники, включая пирографию. Это декоративная техника, при которой линейный рисунок выжигается на дереве. В этом году Арман Рассенфосс написал свою первую картину маслом. В 1886 году он начал публиковать иллюстрации в журнале «Wallonia».
В возрасте двадцати пяти лет Рассенфосс приехал в Париж по семейным делам и был представлен Фелисьену Ропсу, своему первому вдохновителю, который тогда был на пике своей карьеры. Это стало началом долгой дружбы между двумя художниками, которых объединял общий поиск технического мастерства в офорте.
Расенфосс всегда интересовался техническими приёмами гравюры по металлу. Около 1890 года он разработал новый рецепт специальных покрывных лаков для травления, которые можно растворить, чтобы обнажить металл пластины.
Фелисьен Ропс был одним из первых, кто принял метод травления на мягком лаке, используя несколько типов бумаги. Рассенфосс работал с ним над разработкой специальной смеси для мягкого грунта, на который фотомеханическим способом переносились бы рисунки карандашом. Формула, которую они назвали соединением своих имён — «Ropsenfosse» — была окончательно оформлена в 1892 году. Позднее Рассенфосс, возможно, был первым, кто делал цветные отпечатки с мягкого грунта, используя две или более пластин.
Около 1923 года он разработал новую технику. Он рисовал на гладкой бумаге специальными чернилами, затем накладывал бумагу на пластину и пропускал её через пресс, чтобы перенести чернила на пластину. Он офсетировал рисунок, посыпал пластину оксидом цинка или белилами и покрывал пластину очень тонким слоем лака. При обработке кислотой получались линии, похожие на карандашные.
В возрасте двадцати восьми лет Рассенфосс решил оставить семейный бизнес и полностью посвятить себя искусству. Его работа обеспечивала ему средства к существованию, он также познакомился с техникой литографии. В 1896 году Рассенфосс стал стажёром у знаменитого литографа Жюля Шере в типографии Chaix в Париже. В том же году Рассенфосс выставил свои работы в третьем салоне общества «Свободная эстетика» в Брюсселе. С тех пор его репутация продолжала расти, с большим количеством выставок и заказов, особенно из издательств.
Рассенфосс иллюстрировал дополнение к каталогу гравюр Фелисьена Ропса 1895 года, опубликованному Эженом Родригесом-Энрикесом (1853—1928).
В период с 1899 по 1901 год Рассенфосс заключил крупный контракт с «Société des Cent Bibliophiles» Родригеса на иллюстрирование сборника Шарля Бодлера «Цветы зла». Для этой книги он создал 160 цветных офортов. Книга была издана тиражом всего 130 экземпляров. Она считается одним из самых ярких произведений в области книжной иллюстрации.
В рамках Международной выставки в Льеже 1905 года Расенфосс был назначен секретарём Секции изящных искусств и членом административного комитета Академии изящных искусств Льежа. Он участвовал в нескольких международных выставках. Смерть сына в 1913 году и тяготы Первой мировой войны вызвали кризис. Художник стал запираться в своей мастерской, поглощённый работой.
Многие из его картин посвящены женщинам, в основном обнажённым, в интимной обстановке, но он также изображал танцовщиц в богатых декорациях Русских балетов Сергея Дягилева или танцовщиц в стиле Айседоры Дункан. Его интересовала тема «hiercheuses», как называли молодых девушек и женщин из угольной промышленности Льежа.
После окончания войны Рассенфосс продолжал исследовать новые приёмы гравирования и изготовления экслибрисов, а также делать книжные иллюстрации. Он получил многие звания и награды, включая звание командора Ордена Леопольда. Рассенфосс скончался в Льеже 28 января 1934 года.
Бронзовый бюст художника, выполненный его другом Фиксом Массо, установлен в Парке де ла Бовери.

## Галерея

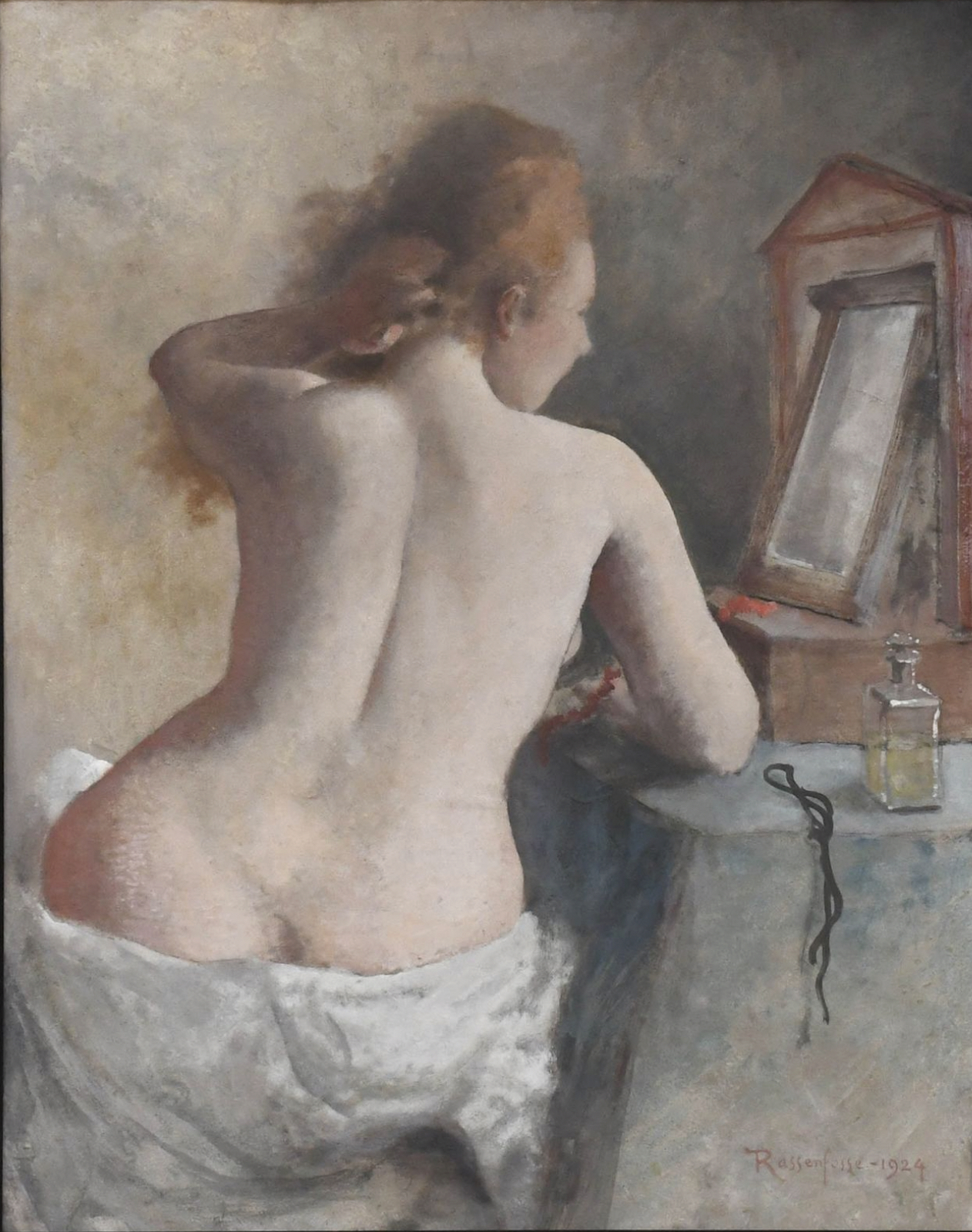
Обнажённая спиной в образе Психеи. 1924. Картон, масло, воск
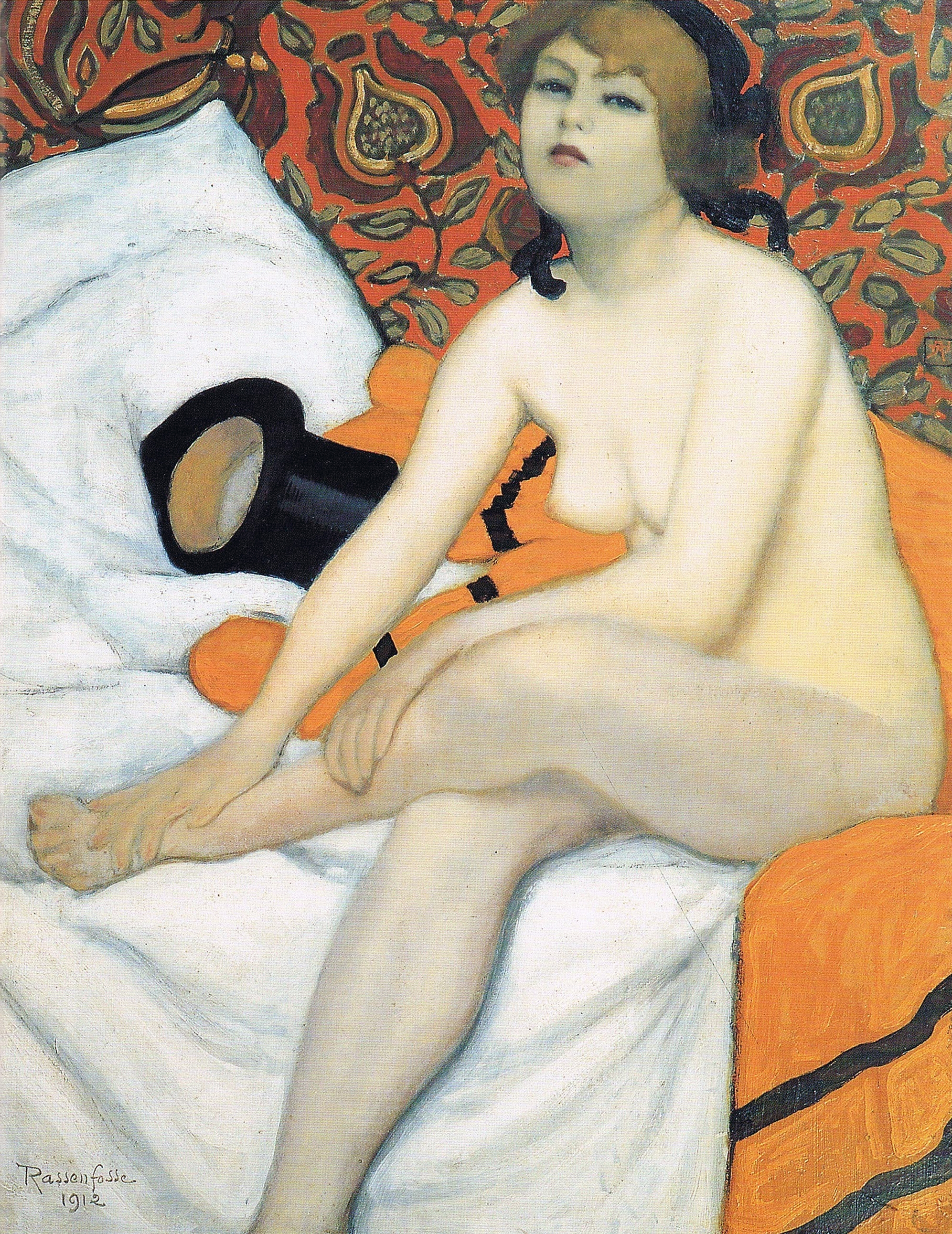
Жёлтый халат. 1912. Картон, масло. Фонд короля Бодуэна, Брюссель
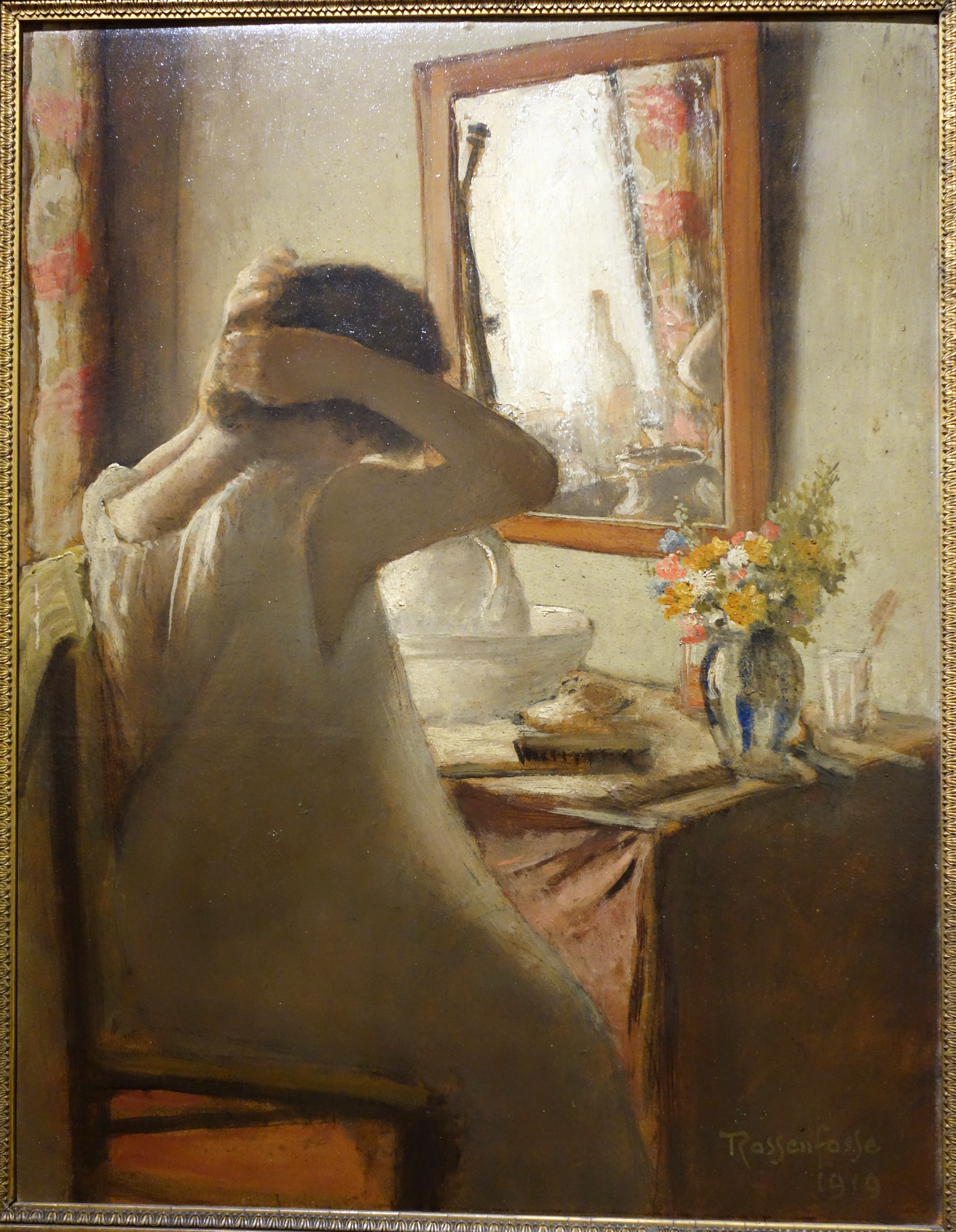
Туалет. 1919. Картон, масло. Музей, Лёвен
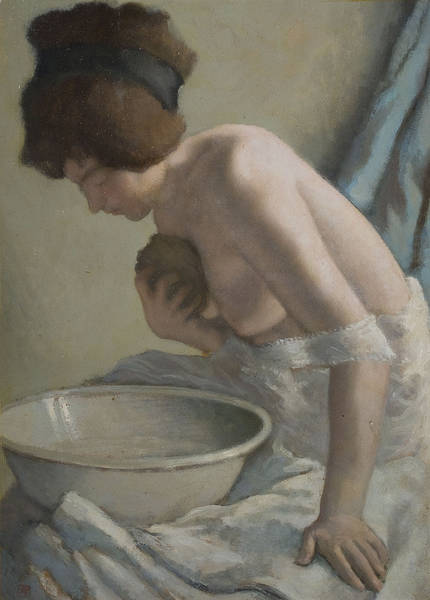
Женщина с губкой. До 1934. Картон, масло. Частное собрание
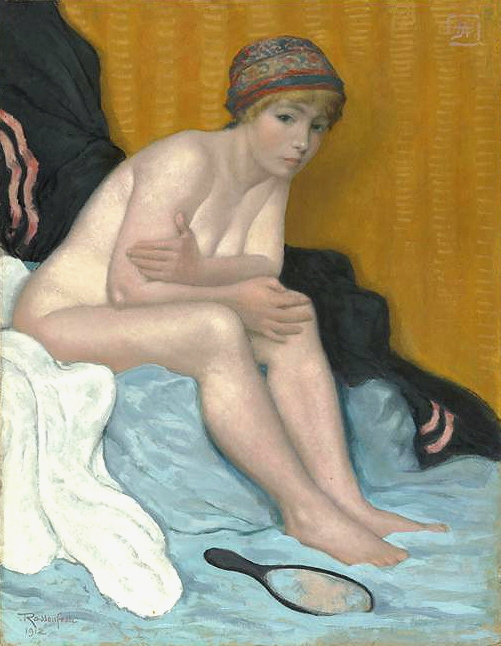
Пойетт. 1912. Картон, масло. Музей Орсе, Париж
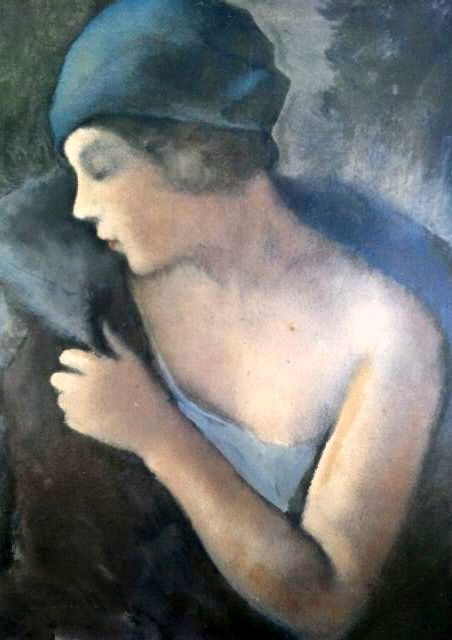
Девушка с чернобуркой
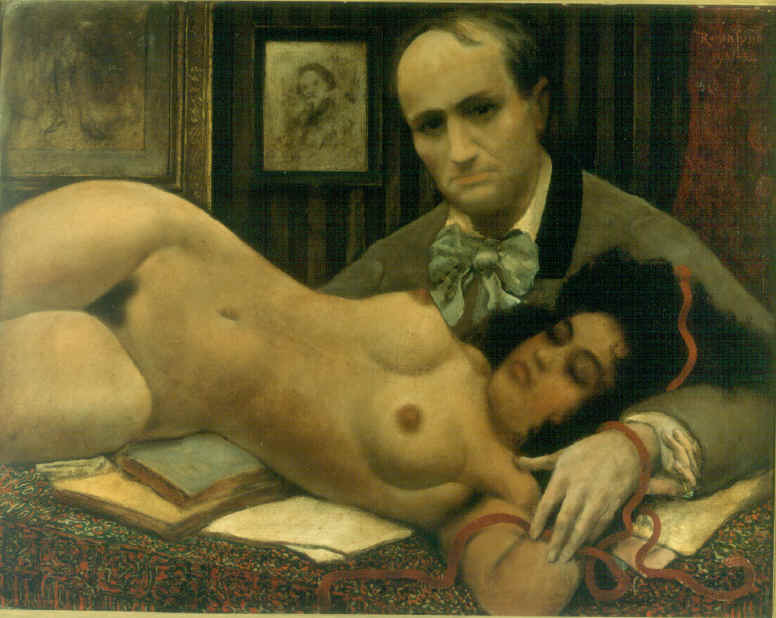
Бодлер и его муза. Ок. 1920
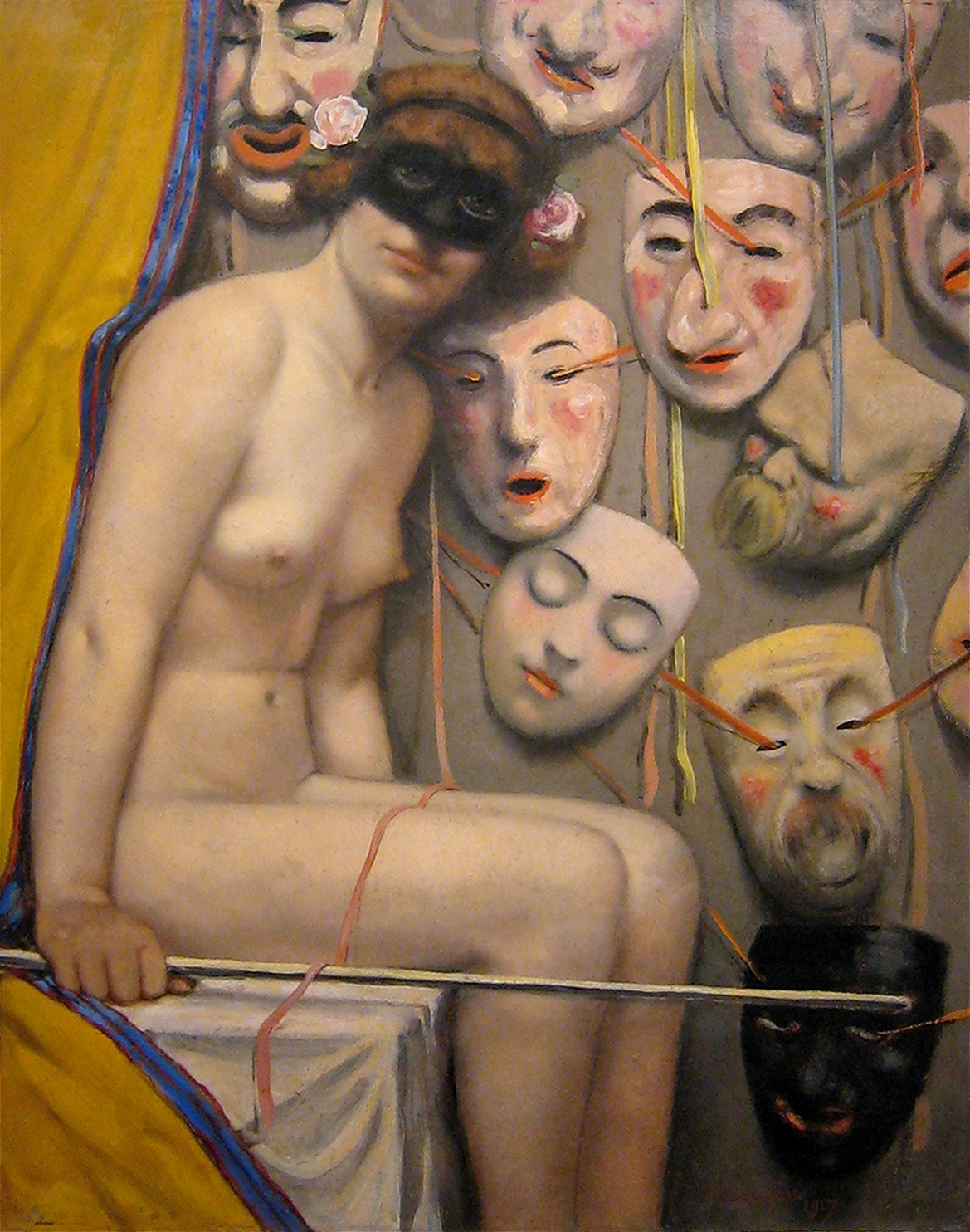
Продавщица масок.1917. Картон, масло. Фонд короля Бодуэна, Брюссель
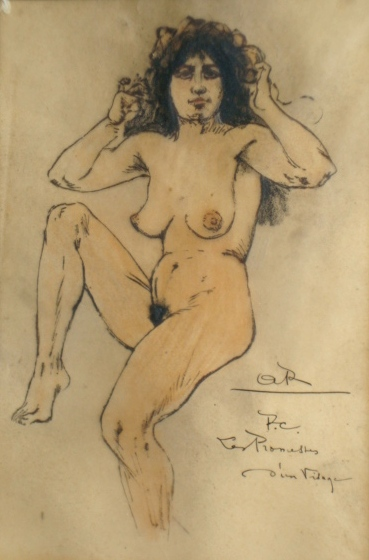
Иллюстрация к «Обещаниям лица» сборника Ш. Бодлера «Цветы зла». 1899. Бумага, тушь, перо, акварель
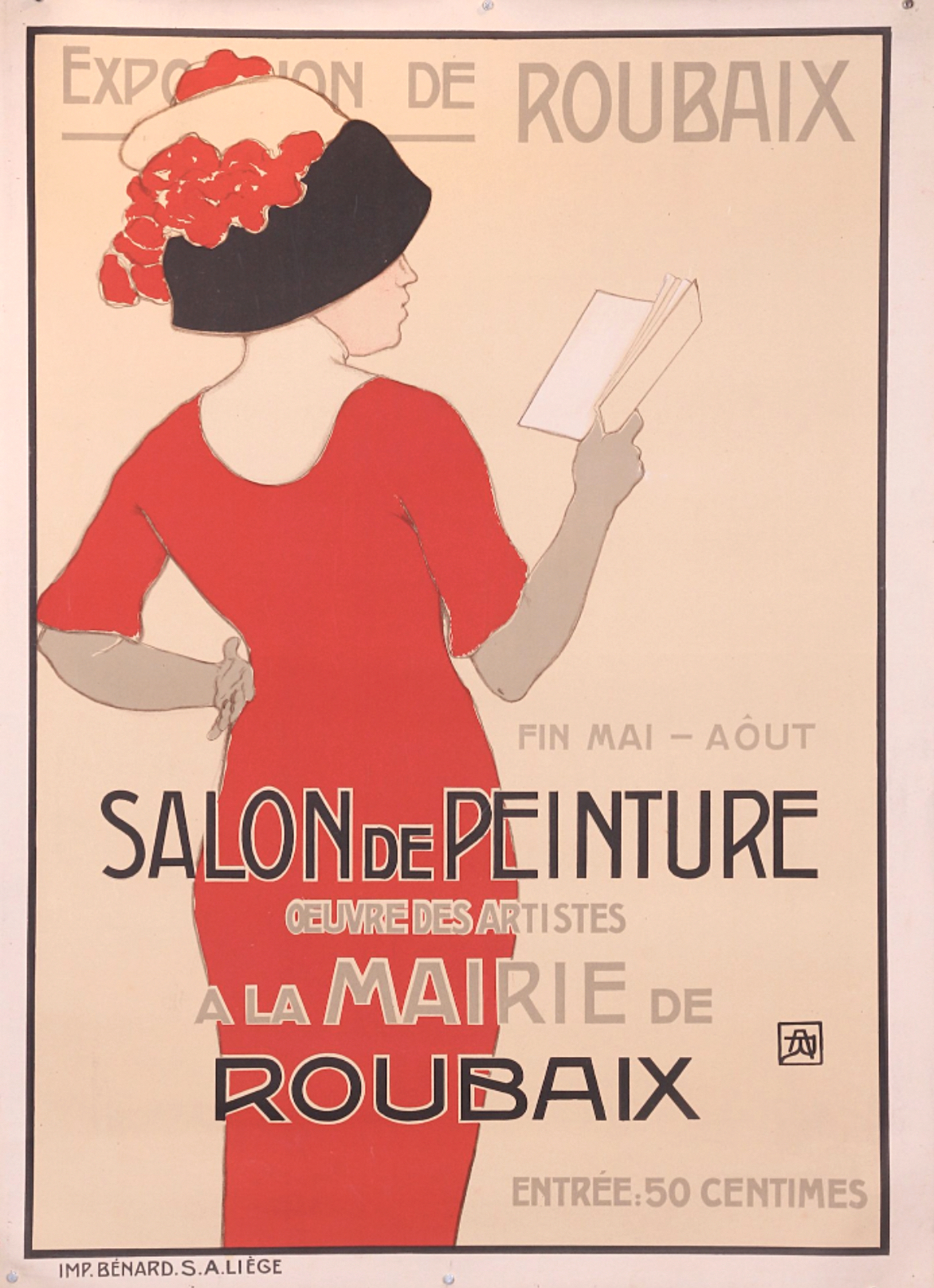
Выставка Рубо. Афиша. 1911. Хромолитография
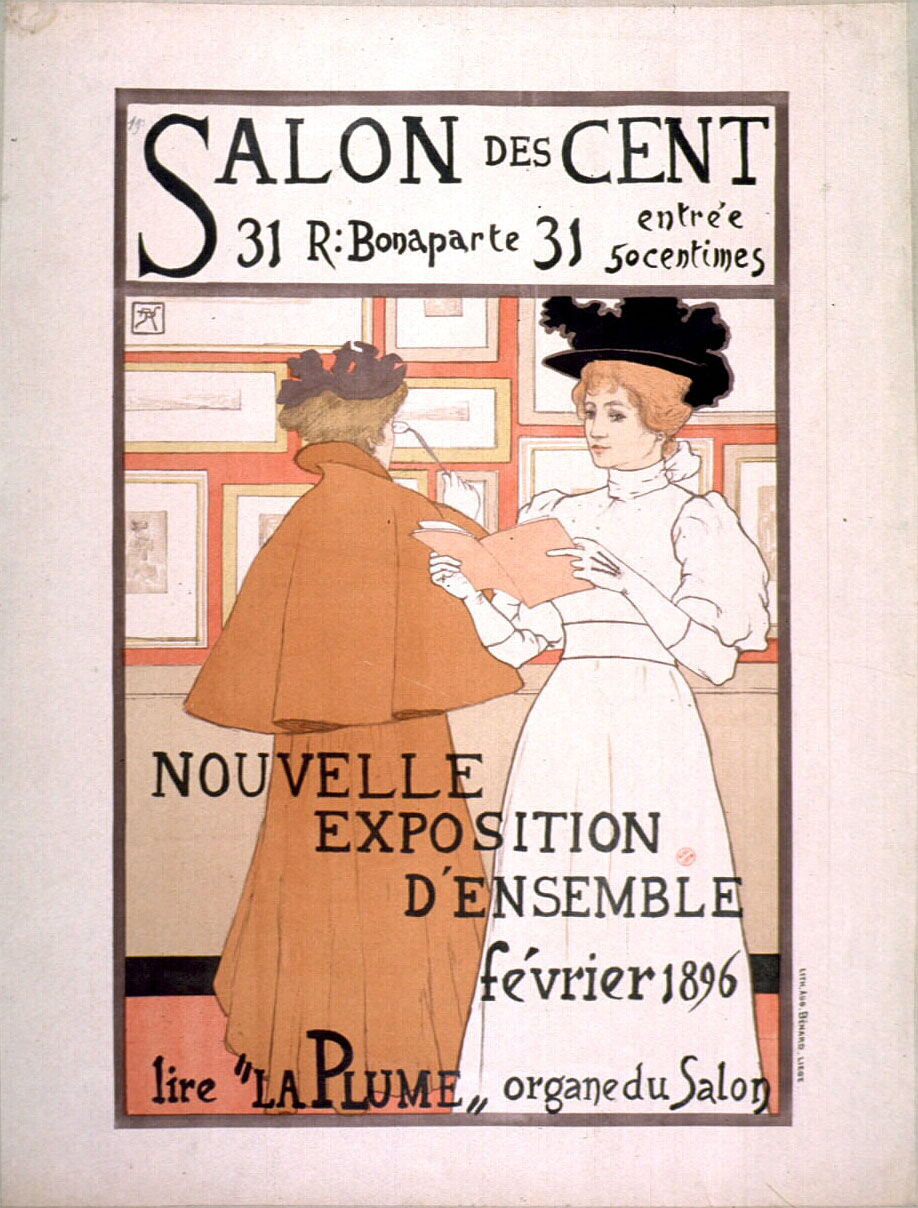
Салон 1896. Афиша. Хромолитография
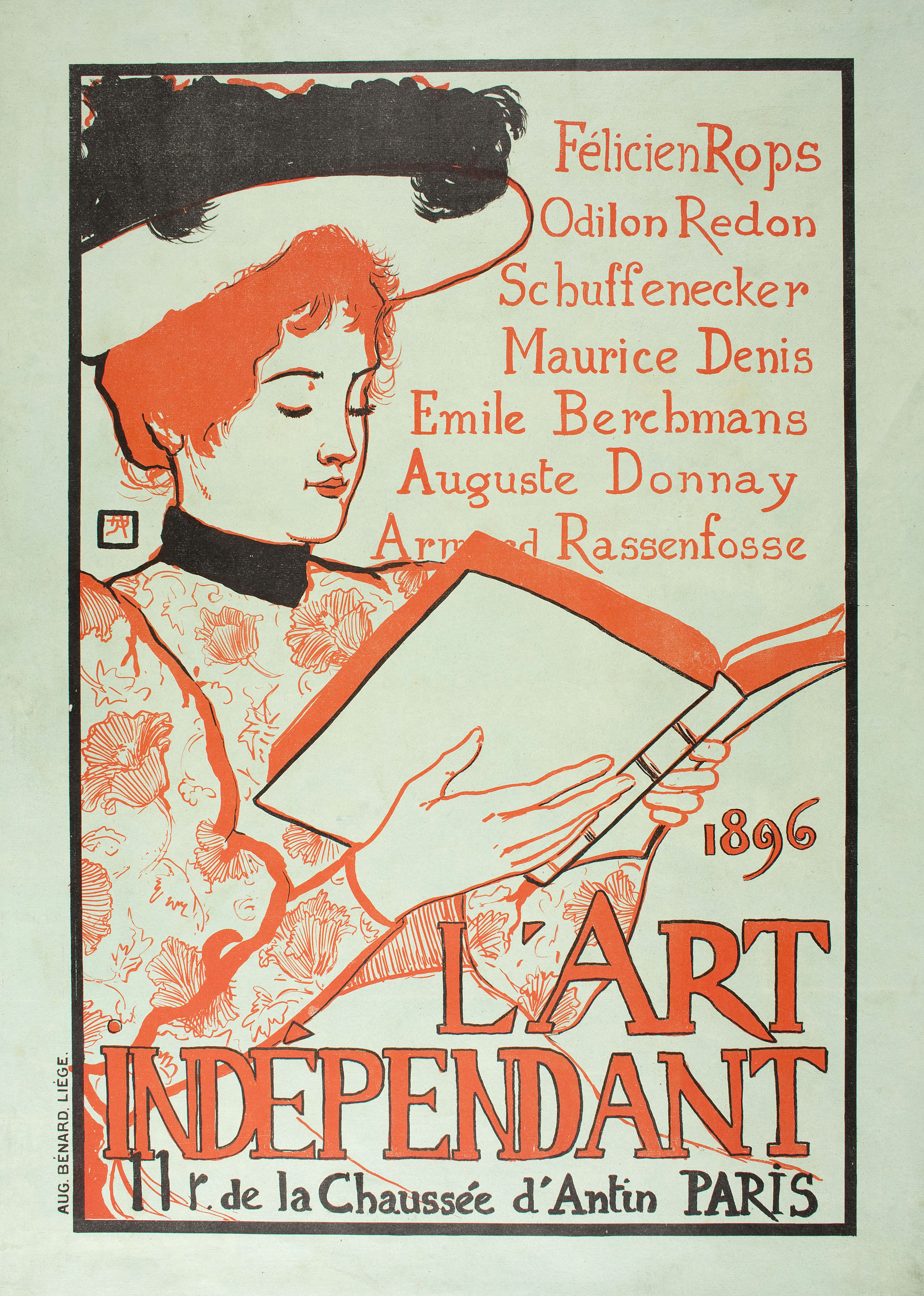
Выставка «Независимых». Обложка каталога. 1896
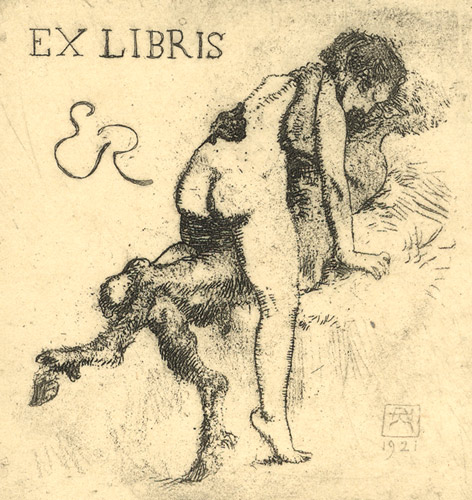
Ex Libris E R. 1921. Офорт